# 罗马方言
罗马方言是一种与标准意大利语及其相近的方言，因此经常也被认为是一种“口音”而非一种方言。按照英－法分类体系来说可以被看作是一种方言，而以意大利分类体系来说则不是。
罗马方言为意大利中部方言的一个组成部分, 但在有些地方和托斯卡纳方言 (如句法重叠现象)有着共同之处。托斯卡纳方言在文艺复兴时期流行，并影响了很多靠近罗马和教皇国的托斯卡纳地区的国家。而罗马方言的语法则和以托斯卡纳方言语法为基础建立的标准意大利语语法相差无几,因此一位意大利语使用者可以轻松理解罗马方言的大部分内容。罗马方言中俚语的部分展现出非凡的多样性表达和确切性,并且仍然在继续活跃发展。当代罗马方言的多样性使得其和经典的方言文学（如朱塞佩·焦阿基諾·貝利的作品）的距离越来越远。

## 历史
在文艺复兴时期，罗马方言收到了托斯卡纳方言的强烈影响。正如很多 中世纪前期的文献显示出的, 在中世纪时，罗马的俗语已经相较于其他拉齐奥方言或那不勒斯方言更接近于托斯卡纳方言。具体特征如下:
- 中低音的内部元音音变 (古罗马方言 puopolo, castiello);
- Yot的保留 (古罗马方言 iace, 意大利语：giace; iónze,意大利语：giunse);
- b 音和 v 音的混淆 (古罗马方言 vraccia, 意大利语：braccia;古罗马方言 Iacovo,意大利语：Giacomo);
- 在辅音前的-l的元音化[5] (古罗马方言 aitro, 意大利语：altro);
- 阳性定冠词只有重读形式[6] (古罗马方言 lo ponte, 意大利语： il ponte);
- 远过去时由 -ào或-éo结尾 (古罗马方言 annao 意大利语： andò; 古罗马方言 fao 意大利语： fece; 古罗马方言 pennéo 意大利语： pendé);
- 将来时由-àio结尾 (古罗马方言 farràio, 意大利语： farò), ancora in uso in vari dialetti laziali.[7]
- 人称代词后置 (古罗马方言 patremo, 意大利语： mio padre).

古罗马方言在罗马的犹太人聚居区一直被保持到了十九世纪,它并未收到外界的影响，并且更加忠诚于原本的语言模式。关于托斯卡纳化的罗马方言的研究基于格哈德厄恩斯特的系列研究。

## 罗马方言与意大利语:多样性与地理分布

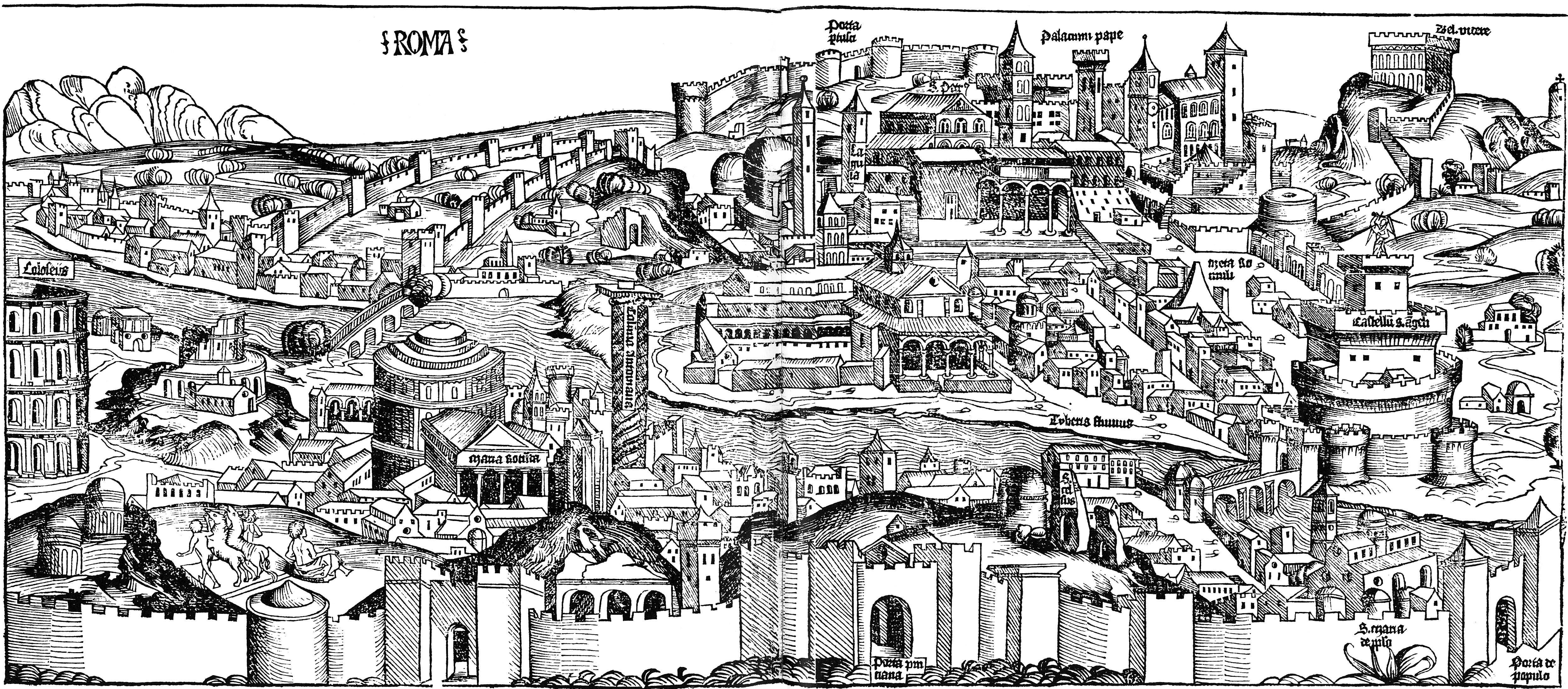
1493年的罗马， Hartmann Schedel的平版印刷作品

现今的罗马方言与其他拉齐奥地区方言有着不同的源头:罗马方言并没有如同它们一样有着从拉丁文俗语发展而来的规律进程。拉齐奥地区其他的方言在语音层面有着源于前罗马时代语言层级以来明显而持续的发展痕迹和发展相似性：如词中的-ND-发展成为-NN-,源自于古翁布里亚方言，之后从中部扩散，并影响到南部方言。拉齐奥地区方言（包括马尔凯－翁布里亚语族） 罗马方言创立自身的源头可以追溯到十五世纪，从托斯卡纳方言发展而来。关于弗洛伦萨在文艺复兴时期对罗马的影响，参见A. Esch.的研究
托斯卡纳方言由于其使用者的社会声望曾深刻影响罗马方言(在十五世纪之前的罗马日记作者Antonio dello Schiavo提到 "quod ipsi domini Romani non essent domini Urbis, nec dominus noster Papa"（住在罗马城中的不是罗马人，也不是我们的教皇，而是弗洛伦萨的大银行家们。) a scapito del prestigio fino allora indiscusso (a livello parlato) della originale parlata di tipo laziale. 罗马方言进一步的发展展现出其“托斯卡纳化”是从罗马的本地贵族阶层开始的, 而社会底层居民的语言中，在十六世纪下半叶仍然能见到很多“非托斯卡纳”的特征, 如在callo一词中逐步趋同的-LD-和-LL-,此外诸如-ND-向-NN-转变,-MB- 向-MM-转变,这些特征使得那些更加"文明"的阶层的语言和社会地位卑微的阶层区分开来。
因此罗马方言相较于同属同一地区的其他拉齐奥地区方言，它反而和标准意大利非常相似: 总体上来说罗马方言可以被标准意大利语使用者完全理解,而拉齐奥其他方言对于非方言区的人士来说，他们需要更多的专注和一些练习（有时甚至需要系统地学习。）才能理解意思。罗马方言的使用边界涵盖整个罗马直至教皇国 (但也要去除一些位于的这个边界上的城镇,如奇维塔韦基亚),在罗马成为新统一的意大利首都之后，随着移民的进入和常住人口的增长，罗马的方言本身也发生了根本上的改变，我们可以从朱塞佩·焦阿基諾·貝利的作品看出这一变化的比较。
进入二十世纪，随着罗马城市的发展和扩张，一些罗马方言中的专有的句法和发音也开始影响到那些和罗马相邻的区域（在1970年代之前，罗马的范围即为教皇国的所在。）如弗罗西诺内、列蒂和維泰博，工作通勤的增加也加深了这种影响。这次对于罗马语言的版图的扩张是和罗马本身城市化建设密不可分的，罗马及其语言影响力的边界距离当初的城墙越来越远，而这也无可避免的稀释了罗马方言本土的句法和俗语结构。

## 语法
罗马方言是和标准意大利语很相近的方言之一，罗马方言的语法和标准意大利语并无大的不同。但在一些方面，两者仍然有着区别，比如一些特定冠词的使用，还有在运用双辅音方面也非常频繁。

## 罗马方言文学
...

## 方言文化

### 与宗教的关系
罗马人一直以来都和宗教、尤其是圣人有着紧密的联系。圣人是崇高的，凡人不能妄加讨论，所以在罗马也有"Scherza chii fanti, ma lassa stà li santi"的说法（可以和普通人开玩笑，但不能和圣人开玩笑。）由于在罗马的市民文化之中充斥着迷信和古老传统，这导致罗马产生出了极其多的谚语和俗语。对于宗教的敬仰之情和迷信相互影响，经常会使得语言表达模糊、易混淆，在这里，粗俗而浅显易懂的表达由于其及时性的特点，也影响了表达方式的发展。

## 钱币中的罗马方言

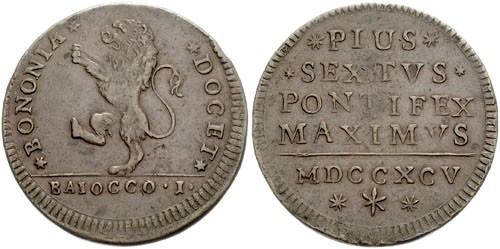
1795年铸造的教宗庇護六世时期的硬币Baiocco

钱币中的罗马方言，其中最著名的要数用罗马方言表达各种不同数量的意大利里拉。在贝利的十四行诗中经常出现在小市民语句中经常出现的描述印有教皇头像的钱币的词汇bajocchi（意大利文baiocco）或pavoli（意大利文Paolo）。在更近期出现的罗马方言口语之中，对于小笔交易，被称为sacchi（袋）。一袋（通常用于复数）表示1000里拉。
在面值稍高的货币中，还有scudo（盾），也就是价值5000里拉的纸币（简而言之就是cinque sacchi = 'no scudo，即五袋为一盾）。在二十世纪初期，scudo（盾）也是标准意大利中表示5里拉硬币的说法。再比如piotta一词曾被用于表示100里拉硬币或10万里拉纸币。由于这两个的价值相差巨大，所以也很少出现问题，因为语境往往就可以给出答案。piotta这个概念可以表示不同的数量，比如5万里拉是半piotta，90万里拉是9piotta等等。对于更大的数额往往会使用更直接的表达方法mijone（百万）或mijardo（十亿），和意大利文中的"milione"或"miliardo"无异（但有时也会见到"un Bonaventura"来表示一百万里拉，用以指代幻象人物Bonaventura先生：他的每一笔交易都会附加一张一百万的支票。）
进入欧元时代之后这些金额数量的罗马方言词汇一部分得到了保留。一scudo为5欧元，一piotta为100欧，而一sacco为1000欧元。而年长的世代仍然有继续沿用里拉来表达现在的欧元（如一piotta也可以表示50欧元，因为50欧为10万里拉。）